# Фризский торт
Фризский торт (нем. Friesentorte) — немецкий торт, специалитет из Северной (Шлезвиг-Гольштейн) и Восточной Фризии (Нижняя Саксония), известный также в других регионах на Севере Германии.
Фризский торт готовят из слоёв песочного и слоёного теста со взбитыми сливками и сливовым пюре. На нижний корж из песочного теста поочерёдно наносят два-три слоя сливового мусса, взбитых сливок и корж из слоёного теста. Верхний слой торта выполняют из взбитых сливок, на которые выкладывают треугольные кусочки слоёного коржа по одному на порцию. В некоторых рецептах фризского торта присутствуют орехи и алкоголь. Вариант фризского торта с марципаном называется в соседней Дании «гусиной грудкой» (дат. Gåsebryst).